# 東金線
東金線（日语：／ Tōgane sen */?）是一條連結千葉縣大網白里市大網站和千葉縣山武市成東站，屬於東日本旅客鐵道（JR東日本）的鐵路線（地方交通線）。

## 路線資料
- 管轄（事業類別）：東日本旅客鐵道（第一種鐵道事業者）
- 路段：大網－成東[1]
- 路線距離（營業距離）：13.8公里[1]
- 軌距：1,067毫米
- 站數：5個（包括起終點站）[1]
  - 若只限屬於東金線的車站，排除屬於外房線的大網站與屬於總武本線的成東站[2]則為3個。
- 複線路段：沒有（全線單線）
- 電氣化路段：全線（直流電1500V）
- 閉塞方式：自動閉塞式（特殊）
- 保安裝置：ATS-P
- 最高速度：85公里/小時
- 表定速度：48.8公里/小時
- 運轉指令所（日语：運転指令所）：千葉綜合指令室（總武指令、CTC）
  - 準運轉取扱站（入換時車站控制信號）：成東站

全線由千葉支社管轄。
全線位於旅客營業規則定義的「東京近郊區間」、與包括IC乘車卡「Suica」的首都圈地域。

## 車站列表
- 東金線內包括快速、通勤快速所有列車停靠所有車站
- 軌道（全線單線） … ◇・∨・∧：可進行列車交會、｜：不可進行列車交會
- 所有車站均位於千葉縣內

| 中文站名 | 日文站名 | 英文站名 | 站間營業距離 | 累計營業距離 | 接續路線                            | 軌道 | 所在地     |
| -------- | -------- | -------- | ------------ | ------------ | ----------------------------------- | ---- | ---------- |
| 大網     |          |          | -            | 0.0          | 東日本旅客鐵道：■外房線（直通運行） | ∨    | 大網白里市 |
| 福俵     |          |          | 3.3          | 3.3          |                                     | ｜   | 東金市     |
| 東金     |          |          | 2.5          | 5.8          |                                     | ◇    | 東金市     |
| 求名     |          |          | 3.8          | 9.6          |                                     | ◇    | 東金市     |
| 成東     |          |          | 4.2          | 13.8         | 東日本旅客鐵道：■總武本線           | ∧    | 山武市     |

### 過去的接續路線
- 東金站：九十九里鐵道（日语：九十九里鉄道）（至1932年為止九十九里軌道） - 1961年3月1日廢除

## 外部連結
- 總武、房總路線（日語）